# Dalningstjärnen
Dalningstjärnen är en sjö i Filipstads kommun i Värmland och ingår i Göta älvs huvudavrinningsområde. Sjön har en area på 0,0619 kvadratkilometer och ligger 204 meter över havet.

## Delavrinningsområde
Dalningstjärnen ingår i det delavrinningsområde (661689-141692) som SMHI kallar för Mynnar i Östra Skärjen. Medelhöjden är 208 meter över havet och ytan är 14,24 kvadratkilometer. Räknas de 6 avrinningsområdena uppströms in blir den ackumulerade arean 55,23 kvadratkilometer. Tvärälven som avvattnar avrinningsområdet har biflödesordning 5, vilket innebär att vattnet flödar genom totalt 5 vattendrag innan det når havet efter 347 kilometer. Avrinningsområdet består mestadels av skog (74 procent) och sankmarker (16 procent). Avrinningsområdet har 0,71 kvadratkilometer vattenytor vilket ger det en sjöprocent på 5 procent.